# The Outlast Trials
The Outlast Trials (с англ. — «Пережившие испытания») — компьютерная игра в жанре survival horror, разработанная и изданная канадской компанией Red Barrels. Это игра серии Outlast, являющаяся приквелом предыдущих игр и включающая испытуемых в таинственном эксперименте во времена холодной войны. 18 мая 2023 года игра стала доступна в раннем доступе. Полноценный релиз состоялся 5 марта 2024 года на платформах Windows, PlayStation 4, PlayStation 5, Xbox One и Xbox Series X/S.

## Игровой процесс
The Outlast Trials — компьютерная игра в жанре survival horror от первого лица. Хотя игра поддерживает кооперативный мультиплеер до четырёх игроков, игроки могут пройти игру в одиночку. Игрок должен выполнить ряд заданий, убегая от различных врагов. В игре представлены четыре различных класса персонажей и деревья навыков. Каждый класс обладает уникальной способностью, позволяющей игрокам выполнять такие действия, как видение сквозь стены, исцеление других игроков, установка мин и бросание устройства для временного оглушения врагов.
Игрок имеет доступ к паре очков ночного видения, позволяющих ему ориентироваться в слабо освещенных местах. Она нуждается в регулярной подзарядке с ограниченным ресурсом батареи. Игроки могут подбирать различные полезные предметы, такие как антипсихотические препараты, отмычки и целебные предметы, но они могут нести только три предмета одновременно. Игрок не может напрямую сражаться с врагами, скрытность является предпочтительным способом продвижения в игре.

## Сюжет
1959 год. В разгар холодной войны корпорация «Меркофф» проводит научно-исследовательские опыты на людях, откликнувшихся на объявления в газете. Подопытные становятся заключёнными в секретном комплексе «Меркофф», состоящем из дюжины складов, соединённых подземными туннелями. Заключённым, именуемым реагентами, предстоит выжить, пройдя все испытания в одиночку или в команде. В перерывах между испытаниями реагенты возвращаются в зону отдыха, где они могут взаимодействовать с сотрудниками «Меркофф» и получить предметы, которые им могут быть необходимы в следующих испытаниях.

## Разработка
The Outlast Trials был анонсирован в декабре 2017 года, дата выпуска и целевые платформы не были подтверждены. Во время этого анонса Red Barrels заявили, что, поскольку они не могут добавить загружаемый контент для Outlast 2 из-за его структуры, у них есть небольшой отдельный проект, связанный с Outlast, который выйдет до Outlast 3. В сентябре 2021 года, Филипп Морин, соучредитель Red Barrels, дал интервью PlayStation, кратко рассказав об особенностях игры. Он описал игру как «телесериал, в котором путь к выживанию и свободе будет долгим». Команда разработчиков игры насчитывает около 40 человек, что в два раза больше, чем при разработке Outlast 2. Согласно заявлению разработчиков, в игре будет самое большое количество противников, по сравнению с предыдущими частями. Игра станет самой масштабной в серии.
The Outlast Trials анонсировали в октябре 2019 года. Игра не является прямым продолжением Outlast 2. Речь идёт о подопытных для корпорации Murkoff в таинственном эксперименте во времена холодной войны, действие которого разворачивается в той же вселенной предыдущих игр. Соучредитель Red Barrels Дэвид Шатонеф сказал, что «концепция игры Outlast полностью завершена, и сейчас команда разработчиков находится в активном режиме разработки». По словам разработчиков, The Outlast Trials — это свой эксперимент, Это не третий Outlast, а именно The Outlast Trials. 18 мая 2023 года состоялся релиз игры в раннем доступе. В декабре 2023 года разработчики назначили дату выхода игры из раннего доступа на 5 марта 2024 года.

### Маркетинг
4 декабря 2019 года Red Barrels выпустила тизерное изображение игры. 13 июня 2020 года был выпущен тизер-трейлер, анонсирующий релиз на 2021 год. Однако в августе 2021 года было объявлено, что игра отложена до 2022 года из-за пандемии COVID-19. 23 августа 2022 года на международной выставке компьютерных игр Gamescom был представлен новый трейлер игры, приручённый к предстоящему закрытому бета-тестированию проекта, которое прошло с 28 октября по 1 ноября 2022 года.

## Отзывы критиков
| Сводный рейтинг       | Сводный рейтинг                        |
| Агрегатор             | Оценка                                 |
| --------------------- | -------------------------------------- |
| Metacritic            | (PC) 69/100 (PS5) 77/100 (XBXS) 74/100 |
| OpenCritic            | 73/100                                 |
| Иноязычные издания    |                                        |
| Издание               | Оценка                                 |
| Eurogamer             | [ 18 ]                                 |
| GameSpot              | 8/10                                   |
| GamesRadar+           | [ 20 ]                                 |
| IGN                   | 7/10                                   |
| Push Square           | [ 22 ]                                 |
| Shacknews             | 8/10                                   |
| VG247                 | [ 24 ]                                 |
| Русскоязычные издания |                                        |
| Издание               | Оценка                                 |
| PlayGround.ru         | 7/10                                   |
| StopGame.ru           | «Проходняк»                            |

Версия игры для персональных компьютеров получила смешанные оценки игровых ресурсов, набрав 69 баллов из 100 возможных на сайте Metacritic, версии для PlayStation 5 и Xbox Series X/S были положительно оценены критиками, получив 77 и 74 балла соответственно.
Кирилл Примаков из PlayGround.ru похвалил детализацию окружения, дизайн уровней, атмосферу и эффекты, однако из минусов отметил недостаточное количество контента и слабый ИИ.